# L’Assasymphonie
«L’Assasymphonie» — песня, исполненная французским исполнителем Флораном Мотом, изданная в качестве третьего сингла из мюзикла Моцарт. Рок-опера и одноимённого альбома. Видеоклип, вышедший в 2012 году, был снят в замке Шамплатрё.
Название песни представляет собой игру слов assassin (с фр. — «убийца») и symphonie (с фр. — «симфония»). В мюзикле композицию исполняет герой Сальери, текст песни повествует о сложных эмоциях композитора к Моцарту и его музыкальному таланту — его «соперник» вызывает в нём одновременно ненависть и восхищение. Песня исполняется шестой по счёту во втором акте мюзикла.
«L’Assasymphonie» получила награду NRJ Music Awards в категории Франкоязычная песня года, а Флоран Мот получил там же награду в категории Франкоязычное открытие года.
Во время второго турне мюзикла по Украине и России Флоран Мот исполнял «L’Assasymphonie» на русском языке.

## Позиции в чартах
| Чарт (2009-10)                             | Наивысшая позиция |
| ------------------------------------------ | ----------------- |
| Бельгия/Валлония (Ultratip Bubbling Under) | 1                 |
| Wallonia Airplay                           | 18                |